# Ribe Amt
|  | For amtet før forrige kommunalreform, se Ribe Amt (før 1970) |
Ribe Amt var indtil 2007 et amt beliggende i den sydvestlige del af Jylland.

## Amtsborgmestre
- 1970 – 1972 Kaj Knudsen (født 1929), (Venstre).
- 1972 – 1989 Frode Madsen (1921 – 2008) (Venstre).
- 1990 – 1993 Poul Erling Christensen (født 1933), (konservativ).
- 1994 – 2006 Laurits Tørnæs (født 1936), tidligere landbrugsministrer, (Venstre).

## Kommuner
Amtet bestod af følgende kommuner:
| Kommune     | Hovedby     | Befolkningstal (2006) | Kommune efter 2007 |
| ----------- | ----------- | --------------------- | ------------------ |
| Billund     | Billund     | 8.632                 | Billund            |
| Blaabjerg   | Nørre Nebel | 6.440                 | Varde              |
| Blåvandshuk | Oksbøl      | 4.357                 | Varde              |
| Bramming    | Bramming    | 13.708                | Esbjerg            |
| Brørup      | Brørup      | 6.553                 | Vejen              |
| Esbjerg     | Esbjerg     | 81.908                | Esbjerg            |
| Fanø        | Nordby      | 3.143                 | Ikke sammenlagt    |
| Grindsted   | Grindsted   | 17.501                | Billund            |
| Helle       | Årre        | 8.352                 | Varde/Esbjerg      |
| Holsted     | Holsted     | 6.922                 | Vejen              |
| Ribe        | Ribe        | 18.139                | Esbjerg            |
| Varde       | Varde       | 20.260                | Varde              |
| Vejen       | Vejen       | 17.081                | Vejen              |
| Ølgod       | Ølgod       | 11.265                | Varde              |

I forbindelse med Strukturreformen 2007 indgår Ribe Amt i Region Syddanmark.

## Statistisk kilde
Danmarks Statistik, Statistikbanken.dk
55°34′50″N 8°39′04″Ø / 55.5805°N 8.6512°Ø